# Chtchiokino
Chtchiokino (en russe : Щёкино) est une ville de l'oblast de Toula, en Russie, et le centre administratif du raïon Chtchiokinski. Sa population s'élevait à 56 263 habitants en 2021.

## Géographie
Chtchiokino est située dans la région centre en Russie d'Europe, à 22 km au sud-ouest de Toula et à 194 km au sud de Moscou.

## Histoire
La création de Chtchiokino est liée à la mise en exploitation d'une gisement de lignite en 1870. L'agglomération acquiert le statut de ville en 1938. Pendant la Seconde Guerre mondiale, Chtchiokino est occupée par l'Allemagne nazie le 28 septembre 1941, mais elle est libérée le 17 décembre 1941 par le front de l'Ouest de l'Armée rouge.

## Population
Recensements ou estimations de la population
| 1939*  | 1959*  | 1970*  | 1979*  | 1989*  | 2002*  |
| ------ | ------ | ------ | ------ | ------ | ------ |
| 11 334 | 45 556 | 61 313 | 70 318 | 69 251 | 61 588 |

| 2006   | 2010*  | 2012   | 2013   | 2014   | 2015   |
| ------ | ------ | ------ | ------ | ------ | ------ |
| 60 351 | 58 139 | 58 050 | 58 456 | 58 531 | 58 344 |

| 2016   | 2017   | 2018   | 2019   | 2020   | 2021   |
| ------ | ------ | ------ | ------ | ------ | ------ |
| 57 973 | 58 088 | 57 979 | 57 683 | 57 140 | 56 263 |

## Économie
La mine de lignite est aujourd'hui toujours en exploitation. Une industrie chimique s'est développée autour du lignite et produit des fibres textiles et des engrais. Les deux principales entreprises de la ville sont :
- OAO Chtchiokinoazot (ОАО Щёкиноазот) : engrais azotés.
- OAO Khimvolokno (ОАО Химволокно) : nylon.

On trouve également des entreprises de fabrication de machines de chantiers et de céramique.